# Medicament còpia
Un medicament còpia és el que té la mateixa formulació química que la molècula original però que no ha passat els tests amb estudis de bioequivalència per la qual cosa no pot ser qualificat com a medicament genèric.
En la categoria de medicaments còpia es poden agrupar totes aquelles especialitats farmacèutiques que surten al mercat després del medicament innovador, contenint-ne el mateix principi actiu, però sense la llicència del medicament original. Els medicaments còpia compleixen els mateixos criteris de qualitat que els medicaments originals i basen les seves dades de seguretat i eficàcia terapèutica en la documentació publicada que existeix sobre aquest principi actiu, però la seva bioequivalència no està provada.